# Phare de Cabo Peñas
Pour les articles homonymes, voir Phare de Cabo Peñas (Argentine).
Le phare de Cabo Peñas, ou phare du cap de Peñas (Faru de Peñes en asturien), est un phare situé au cap de Peñas (es) dans la paroisse civile de Candás de la commune de Gozón, dans la province des Asturies en Espagne.
Il est géré par l'autorité portuaire de Gijón.

## Histoire
Le phare a été mis en service le 15 août 1852. Il est érigé sur un promontoire à environ 8 km au nord-ouest de Gozón, sur l'aire protégée du  cap de Peñas (cabo de Peñas) depuis 1995. C'est une tour octogonale en pierre, avec galerie et lanterne, de 18 m de haut. Elle est sur la façade nord d'une grande maison de gardiens de deux étages. La tour est en pierre grise non peinte et la lanterne est grise métallique. La maison est peinte en blanc et le toit est en tuile rouge.
Il a été électrifié en 1946. En 1951 une corne de brume y a été installée et modernisée en 1977. Elle émet, en code Morse la lettre P (. - - .) toutes les 60 secondes.
Le phare a été équipé d'un radiophare en 1956 et d'une station DGPS en 2003. Son plan focal est à 117 m au-dessus du niveau de la mer et émet trois éclats blancs, toutes les 15 secondes, visibles jusqu'à 35 milles maritimes (environ 56 km). Il est l'un des rares phares espagnols qui soit encore habité par des gardiens et il est l'un des plus importants de la côte nord espagnole étant placé sur le point plus au nord des Asturies.
Il abrite aujourd'hui le Centro de recepción de visitantes e interpretación del medio marino de Peñas (MEMAP).
Identifiant : ARLHS : SPA037 ; ES-02080 - Amirauté : D1628 - NGA : 2236.

## Galerie d'images

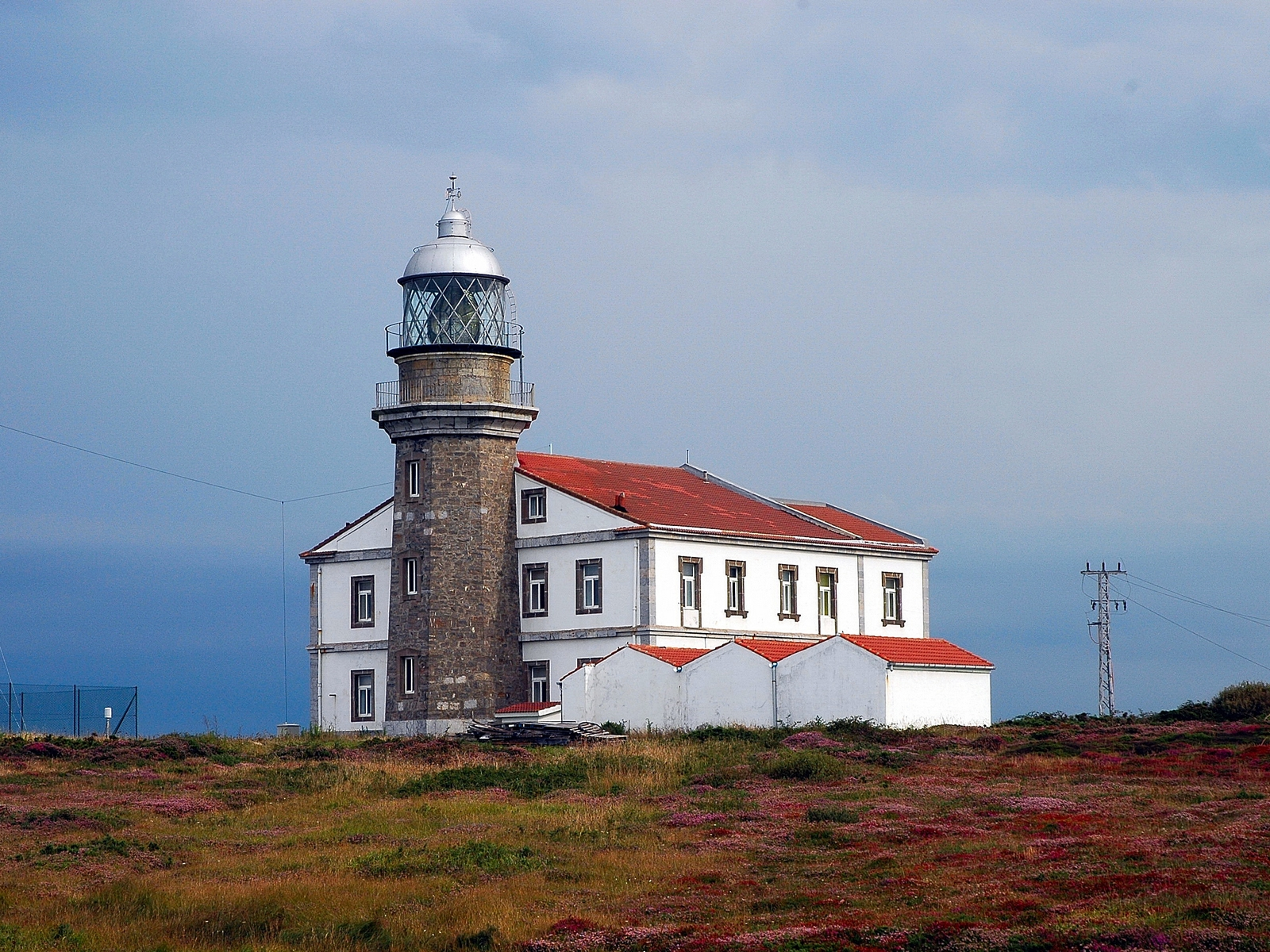
Le phare.
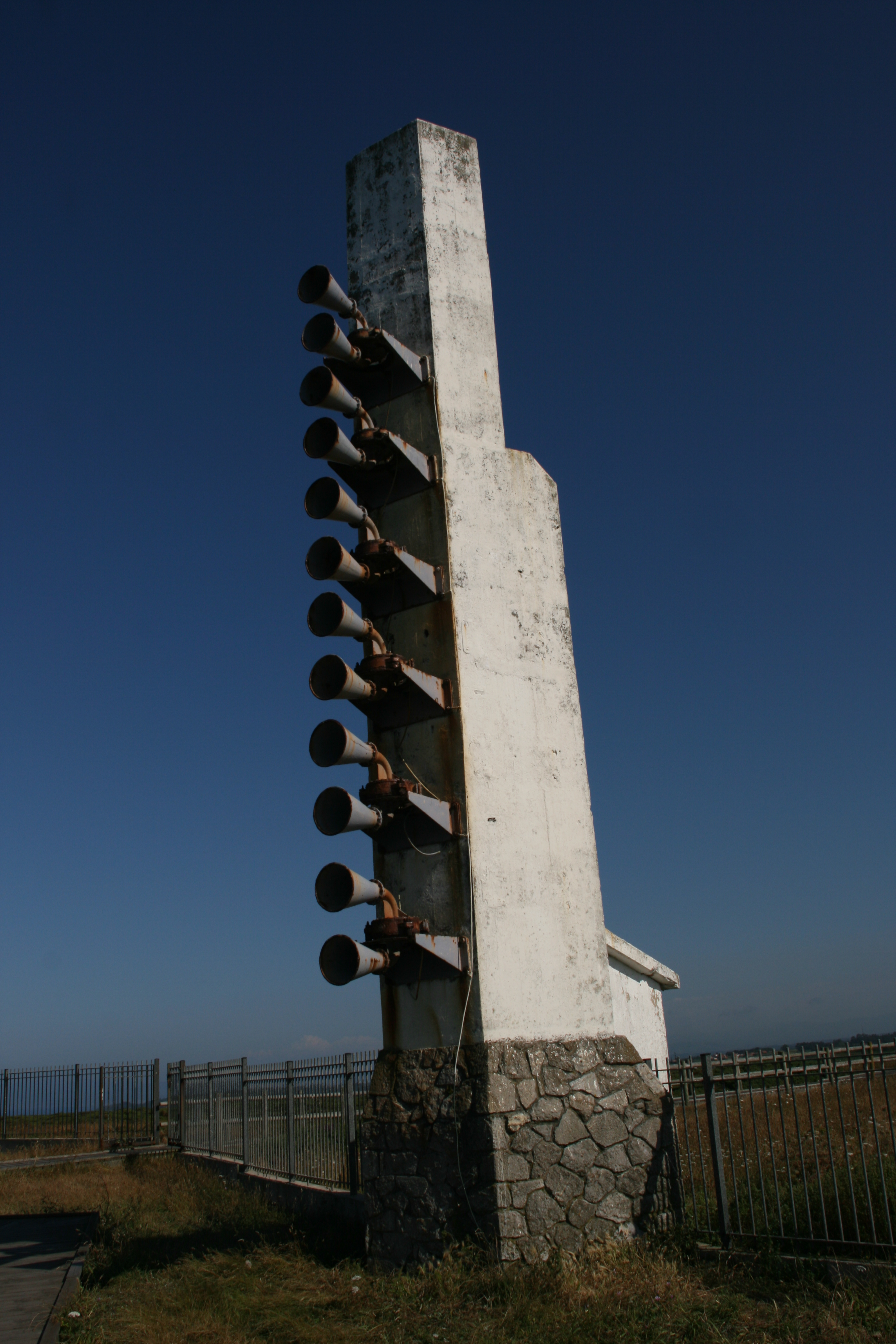
La corne de brume.
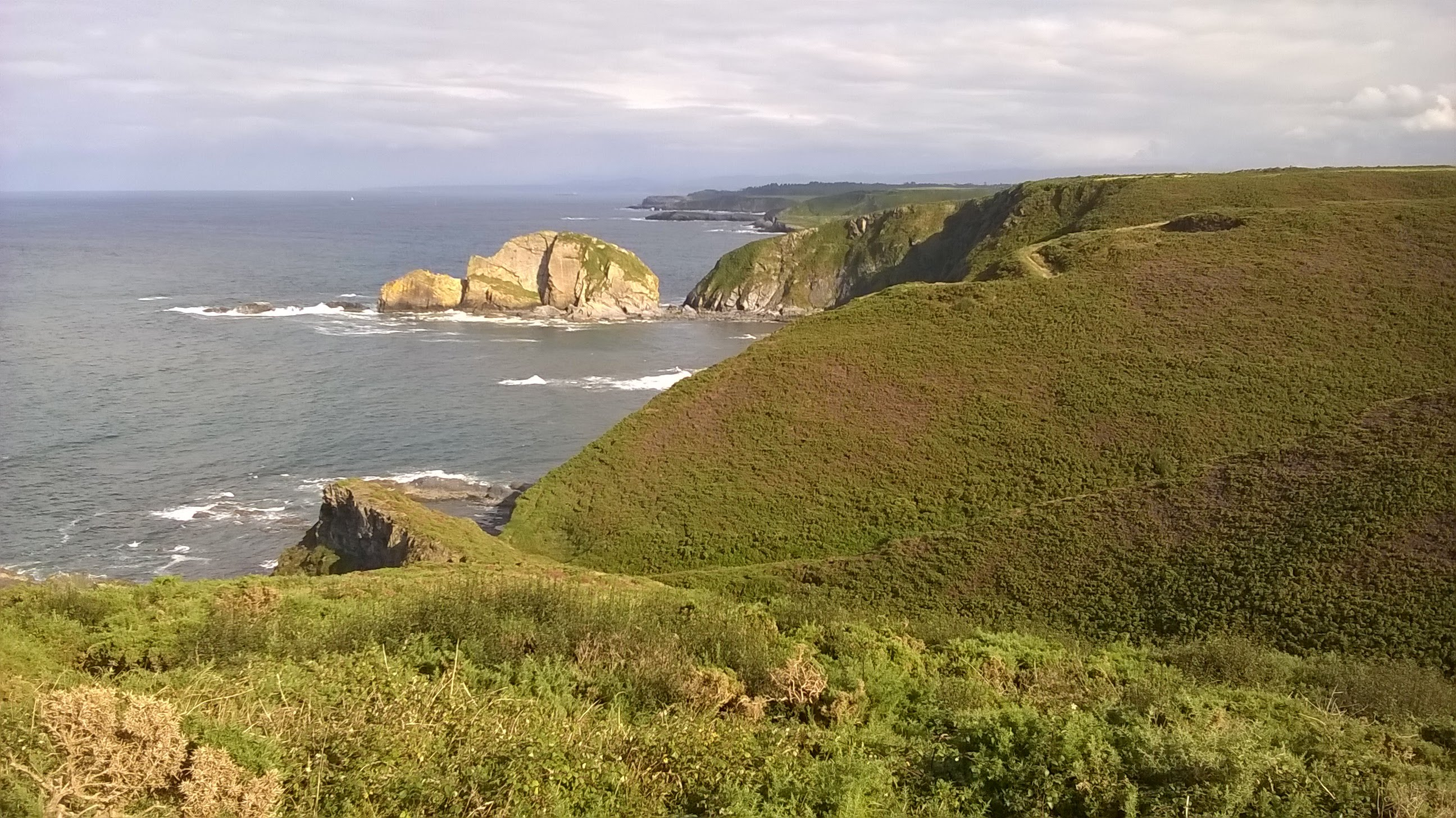
Le cap de Peñas (es).
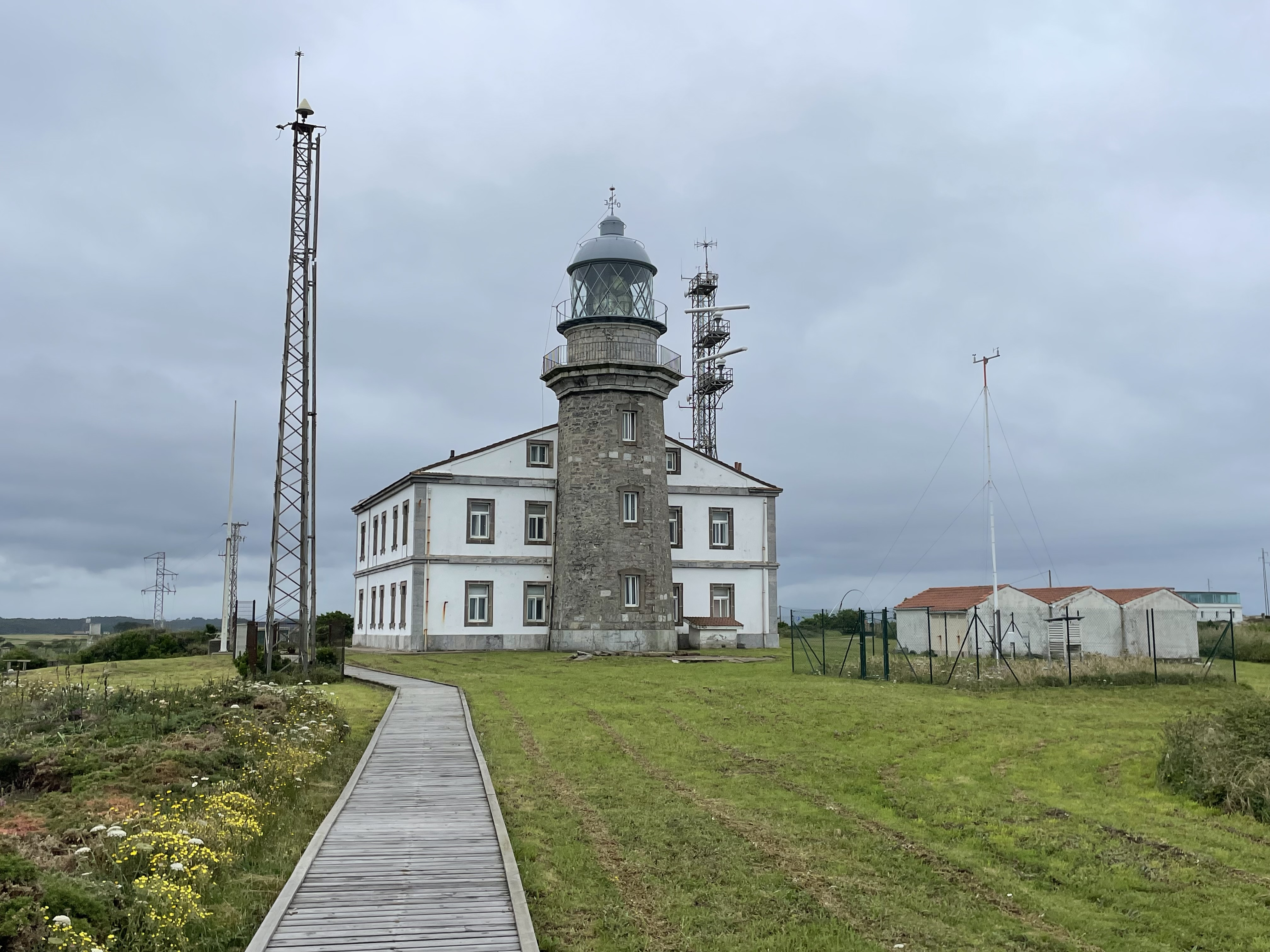
Le phare en 2024.

## À la télévision
- Le documentaire espagnol Le métier de gardien de phare. Secrets de fonctionnement, d'éclairage et d'entretien quotidien, réalisé en 2000 par Eugenio Monesma, est un entretien avec José Luís García, qui est alors le gardien du phare[4].

## Source
- (es) Cet article est partiellement ou en totalité issu de l’article de Wikipédia en espagnol intitulé « Faro de Cabo Peñas » (voir la liste des auteurs).